# Josef Eder
Josef Eder (n. 2 mai 1942, Innsbruck, Austria) este un bober ce a reprezentat Austria, medaliat olimpic. A participat la 2 ediții ale Jocurilor Olimpice (1968, 1972) în care a câștigat o medalie de argint.